# Waldeckové
Waldeckové, (německy (Haus) Waldeck) počeštěně též Valdekové, je německý šlechtický rod hrabat z Waldecku. Od počátku 17. století rod ovládal také Pyrmontské hrabství.
Od roku 1712 vládli jako dědičná knížata v soustátí Waldeck-Pyrmont v dnešním severním Hesensku (Zemský okres Waldeck-Frankenberg) a na jih od Dolního Saska (okres Hameln-Pyrmont). Hrabství byla sjednocena roku 1848 a existovala do roku 1918.

## Původ

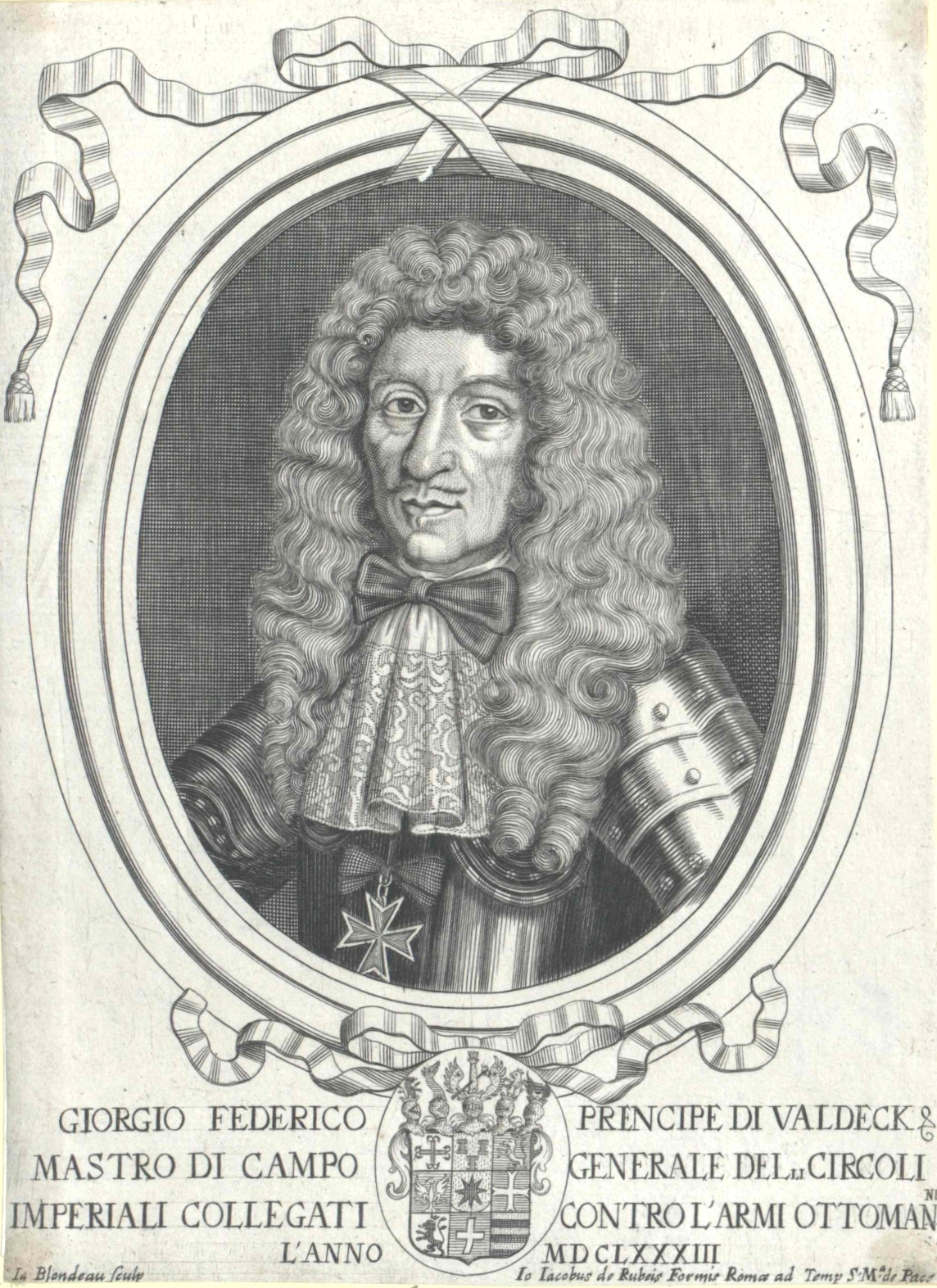
Polní maršál Jiří Bedřich byl prvním Waldeckem, který byl v roce 1682 povýšen do hodnosti říšského knížete.

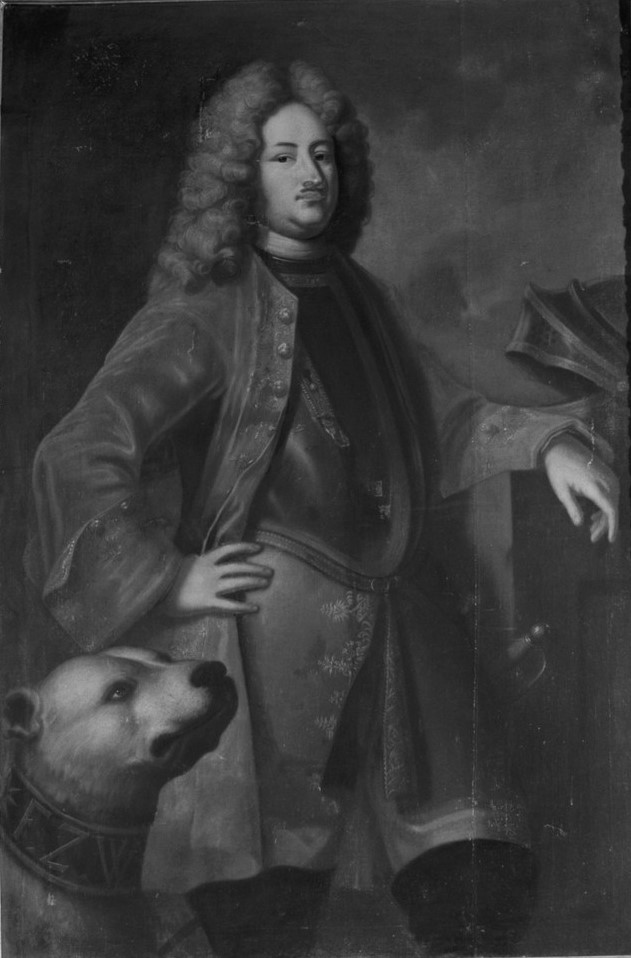
Bedřich Antonín Oldřich obdržel dědičný titul knížete v roce 1712.

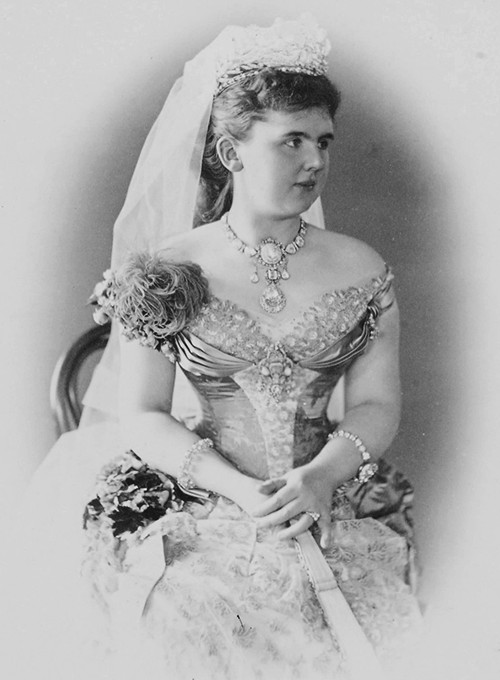
Emma Waldecko-Pyrmontská, nizozemská královna a panovnice a lucemburská velkovévodkyně

Bedřich Adolf, poslední vládnoucí kníže z Waldeck-Pyrmont

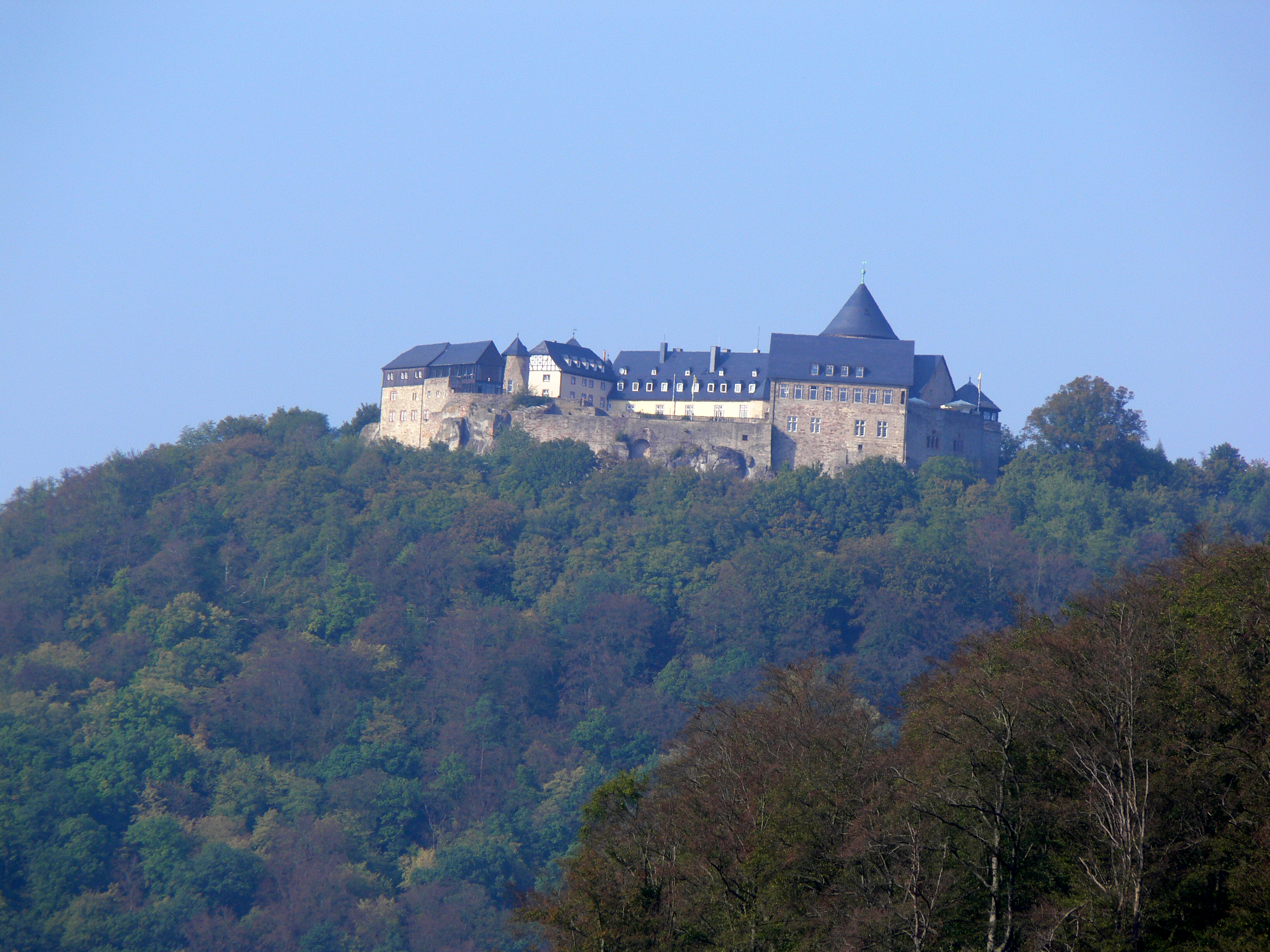
Zámek Waldeck

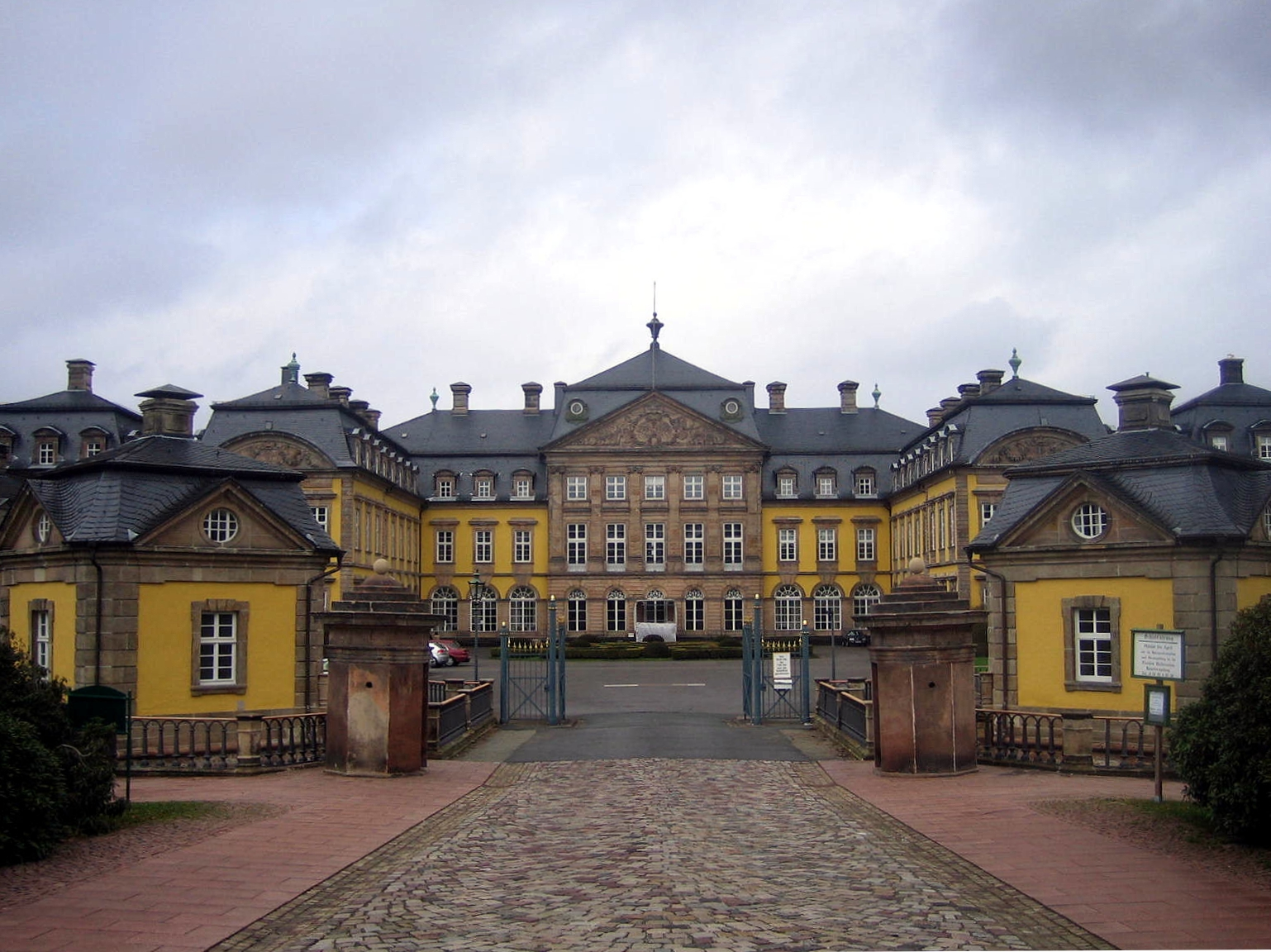
Palác Arolsen

Waldeckové jsou jedinou žijící linií středověkých hrabat ze Schwalenbergu s jejich předkem Widekindem I. († 1136/37), který vlastnil rozsáhlé územní v dnešním regionu Východní Vestfálsko-Lippe a sousedních oblastí v Dolním Sasku. Widekindův syn Volkwin II. (1125–1177 / 78) se v polovině 12. století oženil s Luitgardou, dcerou a dědičkou hraběte Poppa I. z Reichenbachu († 1156). Schwalenbergové tak získali hrad Waldeck, který se nachází v dnešním Severním Hesensku, a okolní území, která tvořila základ panství, až do 20. století.
Potomci Volkwina II., se podle od roku 1180 označovali jako hrabata z Waldecku. Volkwinův nejmladší syn Jindřich I. (před rokem 1178 - před rokem 1214) byl hrabětem z Waldecku a Schwalenbergu. Tyto tituly odkázal svému druhému synovi Volkwinovi IV. (asi 1190 - před 1255). Vlastní linii hrabat z Waldecku založil mladší syn Adolf I. († 1270).
Od smrti hraběte Mořice z Pyrmontu (kolem 1418–1494), posledního přímého mužského potomka Volkwinova II. bratra Wittekind II. ze Schwalenbergu, jsou Waldeckové jedinou žijící linií bývalých Schwalenberků.

## Rodové linie
Po smrti hraběte Jindřicha VI. (kolem 1340–1397), potomek Adolfa I. v páté generaci, se tato starší linie Waldeck rozdělila na dvě linie: starší linie Landau s Adolfem III. (1362–1431), který seděl na zámku Landau a s Ottovou IV. (Kolem 1440–1495) vyšla ven a mladší linie Waldecků s Jindřichem VII. († po roce 1442).
V roce 1486 se mladší linie Waldecků rozdělila na linii Waldeck-Wildungen a linii Waldeck-Eisenberg, která v roce 1495 rozdědila ještě na linii Landau. Jindřich VIII. (1465–1513) dostal Waldeck-Wildungen, jeho strýc Filip II. (1453–1524) obdržel Waldeck-Eisenberg. Smrtí Filipa III. (1486–1539) se Eisenberger rozdělil na linii Waldeck-Eisenberg, kterou založil jeho starší syn Wolrad II. (1509–1578) a mladší linii Landau.
V roce 1682 povýšil císař Leopold I. Jiřího Bedřicha (1640–1705) (1620–1692) do stavu osobního říšského knížete.
Z linie Waldeck-Pyrmont vzešlo sedm vládnoucích knížat, avšak nejvyššího šlechtického postavení ze všech zástupců rodu dosáhla Emma Waldecko-Pyrmontská (1858–1934), starší sestra posledního knížete, která se stala sňatkem v roce 1879 nizozemskou královnou a lucemburskou velkovévodkyní. Po smrti manžela Viléma III. (1817–1890) zastupovala jejich dceru královnu Vilemínu (1880–1962) do doby její plnoletosti v roce 1898. Tím se Emma stala pramáti všech pozdějších vládců z oranžsko-nasavské dynastie.
Bývalá hlavní knížecí linie rodu žijící v 21. století v potomcích posledního kníže Bedřicha (1865–1946), který abdikoval v roce 1918. Měl do roku dvanáct potomků ve třetí generaci a deset potomků ve čtvrté generaci v přímé mužské linii.
Po smrti posledního dědičného knížete Josiáše Waldecko-Pyrmontského (1896–1967) v čele rodu stanul Wittekindský princ Waldecko-Pyrmontský (* 1936 v Arolsenu) v souladu s pokyny Německého výboru pro práva šlechty. Jako takový má titul kníže z Waldecku a Pyrmontu.

## Osobnosti rodu

### Další významné osobnosti
- Widukind z Waldecku († 1269), biskup z Osnabrücku
- Gottfried z Waldecku (* kolem 1255 / 60–1324), biskup z Mindenu
- Dětřich z Waldecku (kolem 1316–1355), probošt katedrály v diecézi Münster
- Jindřich V. z Waldecku († po roce 1349), probošt katedrály v Mindenu
- František z Waldecku (1491–1553), biskup mindenský, osnabrücký a münsterský
- Markéta z Waldecku (1533–1554), možná historická předloha pohádkové Sněhurky
- Anna Erika z Waldecku (1551–1611), abatyše říšského kláštera v Gandersheimu
- Bernhard z Waldecku (1561–1591), biskup z Osnabrücku
- Wolrad V. z Waldecku (1625–1657), braniborský generálmajor
- Juliana Alžběta z Waldecku (1637–1707), dobrodinka chudých a sirotků
- Amálie Kateřina z Waldecku-Eisenbergu (1640–1697), autorka pietistických písní
- Kristián August z Waldecku-Pyrmontu (1744–1798), rakouský generál a vrchní velitel portugalské pozemní armády
- Heřman Waldecko-Pyrmontský (1809–1876), pruský generálporučík
- Helena Waldecko-Pyrmontská (1861–1922), členka britské královské rodiny a matka posledního vládnoucího vévody ze sasko-kobursko-gothajské dynastie
- Helena Waldecko-Pyrmontská (1899–1948)
- Karel August z Waldecku (1704–1763), důstojník válek o rakouské dědictví
- Jiří I. Waldecko-Pyrmontský (1747–1813), kníže pyrmontský
- Karolína Luisa Waldecko-Pyrmontská (1748–1792), sňatkem Petrem Bironem byla kuronskou vévodkyní
- Jiří II. Waldecko-Pyrmontský (1789–1845), kníže waldecko-pyrmontský
- Hermína Waldecko-Pyrmontská (1827–1910), sňatkem kněžna ze Schaumburg-Lippe
- Jiří Viktor Waldecko-Pyrmontský (1831–1893) kníže waldecko-pyrmontský a Helena Nasavská, rodiče nizozemské královny Emmy
- Emma Waldecko-Pyrmontská, nizozemská královna v letech 1879–1890
- Ida Waldecko-Pyrmontská (1852–1891), kněžna z Reuss-Greiz
- Marie Waldecko-Pyrmontská (1857–1882), první manželka budoucího krále Viléma II. Württemberského
- Pavlína Waldecko-Pyrmontská (1855–1925), kněžna z Bentheimu a Steinfurtu
- Fridrich Waldecko-Pyrmontský (1865–1946), poslední panující kníže waldecko-pyrmontský
- Wittekind, kníže Waldecko-Pyrmontský a jeho manželka Cecílie rozená z Goëss-Saurau (* 1956)
- Josias Waldecko-Pyrmontský

## Rodový erb
Rodový erb tvoří osmicípá černá hvězda ve zlatém poli. Na přilbě s černo-zlatým krytím je otevřené zlaté křídlo s černou hvězdou.

## Sídlo
Od roku 1180 měli Waldeckové sídlo na stejnojmenném hradě, resp. pozdějším zámku Waldeck, od roku 1655 sídlí na zámku Arolsen.